# はまゆう丸2
はまゆう丸2（-まる）は、東海汽船が運航していた客船である。稲取～伊豆大島～伊東～伊豆大島～稲取航路で使用されていた。夏季には一時的に熱海～伊豆大島航路にも転配された。

## 概要
船舶整備公団との共有建造で三菱重工業下関造船所で建造され、1991年（平成3年）に就航した。先代のはまゆう丸が就航中であったため、船体は比較的小型だが、フィン・スタビライザーとアンチ・ローリングタンクの両方を備えるなど、乗り心地には十分配慮されている。当初、船名ははまゆう丸2とされており、先代はまゆう丸の引退後、2の文字が外された。現在はアルバトロス、セブンアイランドの高速船に後進を譲り航路引退。数年間、日本国内で係船されていたが、台湾へ売却された。

## 船内
デッキは3層で、旅客定員は、一等椅子席100名、二等和室550名、二等甲板旅客席150名（夏季のみ）の計800名となっていた。